# کنکمه
کنکمه (روسی: Кенкеме) یک رودخانه در استان یاقوتستان کشور روسیه است.